# Ligularia xanthotricha
Ligularia xanthotricha là một loài thực vật có hoa trong họ Cúc. Loài này được (Grüning) Ling mô tả khoa học đầu tiên năm 1937.